# 존재
존재(存在, 영어: being, 라틴어: esse, 독일어: Sein)란 어떤 사물의 물질적 또는 비물질적 실존이다. 실존하는 모든 것은 존재한다. 존재를 다루는 철학의 분과를 존재론이라고 한다. 존재는 실존의 객관과 주관을 포괄하는 개념이다. 존재하는 모든 것을 “존재”라고 부르기도 하지만, 이런 용법은 대개 주관을 가지는 존재자에게로 제한된다(인간을 “인간 존재[human being]”라고 부르는 경우처럼). 존재의 개념은 철학사 전체적으로 확정적으로 이해된 적이 없고, 항상 논쟁의 대상이 되어 왔다.

## 같이 보기
- 실존